# RAdial Velocity Experiment
Das Radial Velocity Experiment  (RAVE) ist eine spektroskopische Durchmusterung des Südhimmels. Dazu wird ein Multi-Objekt-Spektrograf am 1,2-Meter-UK-Schmidt-Teleskop des Anglo-Australian Observatory (Australien) benutzt. RAVE ist ein Gemeinschaftsprojekt von Wissenschaftlern aus über 20 Institutionen weltweit unter Federführung des Leibniz-Instituts für Astrophysik Potsdam (AIP).
Das Hauptziel von RAVE ist die Messung der Radialgeschwindigkeiten einer repräsentativen Anzahl von Sternen der fast der gesamten südlichen Hemisphäre unter Ausnutzung des Dopplereffekts. Aus den aufgenommenen Spektren werden außerdem noch weitere Eigenschaften der Sterne gewonnen, namentlich die effektive Temperatur, Oberflächengravitation und Metallizität. Ferner wurden auch photometrische Parallaxen (Entfernungsmessungen) und Häufigkeiten von einzelnen chemischen Elementen bestimmt.
Das Projekt startete im Jahr 2003 und bis zum Ende der Datenerhebungsphase am 5. April 2013 wurden 574.630 Spektren von 483.330 Sternen aufgezeichnet.

## Beschreibung
RAVE ist ein Beobachtungsprogramm im Rahmen der sogenannten Nahfeld-Kosmologie (auch: galaktische Archäologie). Dieses Teilgebiet der Astrophysik beschäftigt sich mit der Entstehung und Entwicklung von Galaxien am Beispiel unserer Heimatgalaxie, der Milchstraße. Hierbei wird ausgenutzt, dass sich die Erde innerhalb des zu untersuchenden Systems befindet und sich somit die großräumigen Strukturen in einzelne Sterne auflösen lassen. Für die überwiegende Mehrheit der Sterne sind die Geschwindigkeiten jedoch unbekannt und insbesondere gibt es keine zeitaufwendigen Radialgeschwindigkeitsmessungen. Das RAVE-Projekt versucht diese Lücke zu schließen. Dafür wird eine Faseroptik benutzt um pro Beobachtungslauf bis zu 150 Sternspektren gleichzeitig auf zu nehmen. Auf diese Weise in relativ kurzer Zeit kann eine repräsentative Stichprobe von nahen Sternen für fast die Hälfte der Himmelskugel vermessen werden. Die meisten Sterne des Katalogs sind zwischen 1500 und 13000 Lichtjahre von der Sonne entfernt, was in etwa der halben Entfernung zum galaktischen Zentrum als auch zum Rand der galaktischen Scheibe entspricht.
Für die Mehrheit der von RAVE vermessenen Sterne sind auch Eigenbewegungsdaten verfügbar. Ist auch die Entfernung eines Sterns bekannt (z. B. über eine photometrische Parallaxe mittels der RAVE-Spektren) kann man aus der Eigenbewegung die Transversalgeschwindigkeit berechnen und kennt somit alle sechs Phasenraumkoordinaten. Diese werden für viele Fragestellungen zur Entstehungsgeschichte unserer Milchstraße benötigt.

## Ähnliche Projekte
RAVE ist komplementär zum SEGUE-Projekt, einem Teilprogramm des Sloan Digital Sky Survey (SDSS). Während RAVE den Südhimmel durchmustert, mit mittlerer Beobachtungstiefe (Belichtungszeiten) und mittlerer spektraler Auflösung, beobachtet SEGUE den Nordhimmel (genauer: ausgewählte Teile davon) mit langen Belichtungszeiten und niedriger spektraler Auflösung dafür jedoch mit hoher spektraler Bandbreite.
RAVE kann außerdem als Vorläufer der Satellitenmission Gaia angesehen werden, welcher das wissenschaftliche Potential dieses Meilensteinprojekts der Europäischen Weltraumorganisation (ESA) aufzeigt.

## Die Beobachtungen
Seit dem Abschluss des 6dF Galaxy Survey („6dF“ von 6 degree field ‚6-Grad-Feld‘) im Jahr 2004 ist das UK-Schmidt-Teleskop vollständig der RAVE-Durchmusterung gewidmet. Davor gab es bereits eine Pilotphase (April 2003 bis April 2004) in der nur während der Nächte um Vollmond Beobachtungszeit zur Verfügung stand. Das Teleskop ist besonders geeignet für spektroskopische Himmelsdurchmusterungen wie RAVE da durch das weite Sichtfeld (Öffnungswinkel von 6°) vergleichsweise große Teile des Himmels gleichzeitig beobachtet werden können und mit dem Multi-Objekt-Spektrografen „6dF“ bereits ein geeigneter Detektor vorhanden ist.
Das 6dF-Instrument wird mit drei (anfänglich zwei) austauschbaren sogenannten Feldplatten betrieben. Diese werden für die einzelnen Beobachtungsläufe in die Fokalebene des Teleskops eingebracht. Zuvor hat ein Roboter die Enden von bis zu 150 optischen Glasfasern auf der Platte positioniert und zwar jeweils so, dass das Licht eines einzelnen ausgewählten Sterns in die Glasfaser geleitet wird. Der Roboter erreicht dabei eine Positioniergenauigkeit von 10 Mikrometer. Da mehrere Feldplatten vorhanden sind, kann jeweils eine Platte durch den Roboter umkonfiguriert werden, während mit einer anderen beobachtet wird.
Das Licht der ausgewählten Sterne wird von den Glasfasern in den eigentlichen Spektrografen geleitet, wo es durch ein Beugungsgitter aufgespalten wird um schließlich von einem CCD-Chip (1056 × 1027 Pixel) aufgenommen zu werden.
Die detektierten Spektren werden dann an der Macquarie University in Australien einem ersten Qualitätstest unterzogen. Ist dieser bestanden werden sie an die Universität Padua (Italien) weitergesandt wo die Datenreduktion (Extrahierung des eigentlichen Sternspektrums aus der digitalen „Fotografie“) stattfindet. Das Endprodukt dieser Prozedur landet schließlich am Astrophysikalischen Institut Potsdam, wo die eigentliche Datenauswertung, also die Extraktion der Radialgeschwindigkeit und der anderen charakteristischen Parameter der Sterne, durchgeführt wird.

## Ergebnisse
Studien, die die RAVE-Daten benutzen, beschäftigen sich meist entweder mit ungewöhnlichen Sternen oder Objekten oder mit großräumigen Trends in den verschiedenen Komponenten unserer Galaxie. Bei letzterem liegt das Hauptinteresse auf der Struktur und der Entstehung der Milchstraße.
Ein wichtiges Beispiel ist auch die Suche nach Sternströmen. Man vermutet für einen Teil von diesen, dass sie Überreste von Zwerggalaxien darstellen die während der Entstehungsphase der Milchstraße mit ihr verschmolzen sind. Eine Suche nach dem Sternstrom aus der Sagittarius-Zwerggalaxie, welche sich gerade im Verschmelzungsprozess befindet, führte zu keinem Ergebnis, was jedoch dazu beitrug, die Form des Dunklen Halos der Milchstraße besser einzugrenzen.
Eine andere Studie nutzte die schnellsten Sterne des RAVE-Katalogs um die lokale Galaktische Fluchtgeschwindigkeit und damit die Masse der Milchstraße zu bestimmen.

## Datenzugriff
Die RAVE-Daten sind über den RAVE-Webserver oder über den VizieR-Katalog zugänglich. Bei beiden Quellen sind auch zusätzliche Informationen wie Photometrie- und Astrometrie-Daten enthalten. In einem separaten Katalog sind auch photometrische Parallaxen (also Entfernungen) verfügbar.